# André Leon Talley
André Leon Talley (Washington, 16 ottobre 1949 – White Plains, 18 gennaio 2022) è stato un giornalista statunitense.
Fu uno dei primi afro-americani ad avere successo nel campo del giornalismo di moda.

## Biografia
Dopo aver lavorato presso le riviste Interview e New York Times, nel 1983 Talley iniziò a scrivere per Vogue, e nel 1988 ne divenne direttore artistico. Dal 1995 fu per tre anni direttore dell'edizione parigina di W Magazine, per poi tornare a Vogue, dove tenne una rubrica molto seguita dai lettori.
Per più di venticinque anni fu uno dei più assidui frequentatori delle settimane della moda di New York, Parigi, Londra e Milano, e utilizzò la propria influenza nel settore per promuovere giovani stilisti afro-americani.
Nel 2007 venne classificato alla quarantacinquesima posizione della classifica stilata dalla rivista Out relativa ai cinquanta uomini gay più influenti in America.
Nel marzo 2010, Talley entrò a far parte della giuria del talent show America's Next Top Model. Apparve anche nel film Sex and the City, e nei documentari Valentino: The Last Emperor e The September Issue.
Talley è morto nel 2022 per complicazioni da Covid-19.

## Opere
- André Leon Talley, A.L.T.: A Memoir, Villard, 2003, ISBN 978-03-75-50828-8.